# Pane altrui
Pane altrui (in russo  Нахлебник ?, ' Nachlebnik ') è un’opera teatrale in due atti di Ivan Turgenev.

## Genesi
Turgenev del 1848 scrisse Nachlebnik (Il parassita), pensata per l'attore russo Mihail Ŝepkin, né rappresentata né pubblicata a causa dell'intervento della censura zarista in quanto «immorale e colma di attacchi ai nobili russi, ivi raffigurati in aspetto spregevole».
Il nulla osta per la pubblicazione avvenne solo nel 1857 nel n. 3 della rivista Sovremennik con il titolo Чужой хлеб (Čužoj hleb, Pane altrui)

## Rappresentazioni
La prima di Nachlebnik è stata il 30 gennaio 1862 al Teatro Bol'šoj di Mosca.
La prima italiana di Pane altrui, traduzione dal francese di Domenico Oliva, è stata il 9 dicembre 1893 al Teatro Manzoni di Milano dalla compagnia di Giovan Battista Marini, con Ermete Zacconi (Vasili), Oreste Calabresi, Libero Pilotto, Emilia Aliprandi Pieri (Olga), Angelo Gattinelli.

## Adattamenti

### Cinema
- Il pane altrui, regia di Ubaldo Maria Del Colle (1913)
- Il pane altrui, regia di Telemaco Ruggeri (1924)
- Nachlebnik, regia di Vladimir Basov e Mstislav Korčagin (1953)

Valeria Ciangottini e Umberto Ceriani in Pane altrui (1974)

### Televisione
- Pane altrui, traduzione e regia di Tat'jana Pavlova, con Aldo Silvani (Vassili), Luisella Boni (Olga), trasmessa il 22 giugno 1956.
- Pane altrui, traduzione di Valentina Sciutovic ed Elsa Incitti, regia di Andrea Frezza, con Raf Vallone (Kuzovkin), Umberto Ceriani (Elezkij), Valeria Ciangottini (Olga Petrovna), trasmessa il 19 luglio 1974.[5]

### Opera lirica
Il compositore Cesare Dall'Olio musicò l'opera Pasquino, tratta da Pane altrui, mai andata in scena.

## Edizioni
- Ivan Turgenev, Pane altrui, traduzione dal russo con uno studio critico introduttivo di Carlo Grabher, Venezia, La Nuova Italia, 1927, XVIII-123 p.
- Ivan Turgenev, Pane altrui, a cura di Giampaolo Gandolfo, Torino, Einaudi, Collezione di teatro n. 302, 1988, XVII-67 p., ISBN 9788806114398